# Punowiec
Punowiec (Punomys) – rodzaj ssaków z podrodziny bawełniaków (Sigmodontinae) w obrębie rodziny chomikowatych (Cricetidae).

## Zasięg występowania
Rodzaj obejmuje gatunki występujące endemicznie w Peru.

## Morfologia
Długość ciała (bez ogona) 126–163 mm, długość ogona 46–81 mm, długość ucha 23–27,6 mm, długość tylnej stopy 26–29 mm; brak szczegółowych danych dotyczących masy ciała.

## Systematyka
Rodzaj zdefiniował w 1943 roku amerykański teriolog Wilfred Hudson Osgood na łamach Journal of Mammalogy. Na gatunek typowy Osgood wyznaczył (oryginalne oznaczenie) punowca zachodniego (P. lemminus). 

### Etymologia
Punomys: Puno, Peru; gr. μυς mus, μυoς muos ‘mysz’.

### Podział systematyczny
Do rodzaju należą następujące gatunki:
- Punomys lemminus Osgood, 1943 – punowiec zachodni
- Punomys kofordi Pacheco & Patton, 1995 – punowiec wschodni